# Ghillean Prance
Ghillean Tolmie Prance (Brandeston (Suffolk), 13 juli 1937) is een Britse botanicus.
In 1963 behaalde hij een B.A. in de botanie aan de Universiteit van Oxford. In 1963 promoveerde hij met het proefschrift A Taxonomic Study of Chrysobalanaceae, waarvoor hij onder meer onderzoek verrichtte bij het herbarium van de New York Botanical Garden.
Tussen 1963 en 1988 was Prance in diverse functies werkzaam bij de New York Botanical Garden. Aldaar richtte hij, in 1981, het Institute of Economic Botany op, en was daarvan tot 1988 de directeur, waarna Michael Balick hem opvolgde. Van 1988 tot 1999 was Prance de elfde directeur van de Royal Botanic Gardens, Kew, waarna hij werd opgevolgd door Peter Crane.
Gedurende zijn dienstverband bij de New York Botanical Garden, had Prance gast- en adjunct-hoogleraarschappen bij Lehman College CUNY (1968-1988) en de Yale University School of Forestry (1983-1988). Daarnaast onderwees hij aan de Aarhus Universitet (1978), de Universidad Nacional de Colombia (1982), het Nanking Institute for the Comprehensive Utilization of Wild Plants (1986) en de Universiteit van Texas in Austin (1987). Van 1974 tot 1988 was hij hoogleraar in de plantkunde aan het Instituto Nacional de Pesquisas da Amazonia in Manaus.
Tijdens zijn dienstverband bij Royal Botanic Gardens, Kew; richtte hij de focus van de onderzoeksactiviteiten van de botanische tuin op natuurbescherming en duurzaam gebruik van planten. Onder zijn directoraat verdriedubbelde de grootte van het Jodrell Laboratory en werden de plannen gesmeed voor de Millennium Seed Bank. Museum No.1 en het Waterlily House werden gerestaureerd en Kew verkreeg in 1994 het Mycological Institute. Prance stichtte de Board of Trustees en de Foundation and Friends of RBG Kew, de vriendenstichting van de botanische tuin.
Prance was een van drijvende krachten achter het Eden Project, waarvan hij de huidige wetenschappelijk directeur is. Van 2000 tot 2002 was hij 'McBryde Professor' bij de National Tropical Botanical Garden. Hij is gasthoogleraar aan de Universiteit van Reading.
Prance is en was actief binnen verschillende organisaties, waaronder de Organization for Flora Neotropica, de (IUCN) Tropical Rainforest Task Force Species Survival Commission (voorzitter van 1982-1988), Linnean Society of London (gekozen als 'fellow' in 1961, voorzitter van 1997-2000), de Explorers Club ('fellow'), de Academia Brasileira de Ciências (gekozen als corresponderend lid in 1976), de Kongelige Danske Videnskabernes Selskab (gekozen als buitenlands lid in 1988), de Royal Society (gekozen als 'fellow' in 1993), de Association for Tropical Botany (voorzitter in 1979 en 1980), de Royal Geographical Society ('fellow'), de Systematics Association (voorzitter van 1989-1991), de American Association for the Advancement of Science ('fellow'), de Society for Economic Botany (voorzitter in 1996), het Au Sable Institute of Environmental Studies, het Institute of Biology (voorzitter van 2000-2002), de American Society of Plant Taxonomists (voorzitter in 1984 en 1985) en de Botanical Society of America (corresponderend lid).
Prance heeft meerdere onderscheidingen ontvangen. In 1981 ontving hij een eredoctoraat van de Instituto Nacional de Pesquisas da Amazonia. In 1983 eerde de Universiteit van Göteborg hem met een eredoctoraat. De New York Botanical Garden eerde hem in 1986 met de Distinguished Service Award. De Missouri Botanical Garden kende hem in 1988 de Henry Shaw Medal toe. In 1990 kreeg hij de Linnean Medal van de Linnean Society of London. In 1994 kreeg hij de Patron's Medal van de Royal Geographical Society. In 1995 werd hij geridderd, zodat hij de titel Sir voor zijn naam mag zetten. In 1995 werd hij opgenomen in de Ordem Nacional do Mérito Científico. In 1998 kreeg hij de International Award of Excellence van het Botanical Research Institute of Texas. In 1999 kreeg hij de Victoria Medal of Honour van de Royal Horticultural Society. In 2000 werd hij opgenomen in de Ordem Nacional do Cruzeiro do Sul. In 2002 benoemde de Society for Economic Botany hem tot 'Distinguished Economic Botanist'. Diverse plantensoorten hebben ter ere van hem de soortaanduiding prancei gekregen.
Prance heeft bijgedragen aan de kennis van de flora en de etnobotanie van het Amazonegebied. Hij heeft veldwerk verricht in Brazilië, Turkije, Suriname, Colombia, Venezuela en Frans-Guyana. Hij heeft Hirtella margae vernoemd naar Marga Werkhoven. Hij is (mede)auteur van meer dan 350 botanische namen. Hij is (mede)auteur van meer dan vierhonderd artikelen in tijdschriften over onderwerpen als plantensystematiek, plantenecologie, chemotaxonomie, etnobotanie, tropische botanie, en natuurbescherming. Hij heeft bijgedragen aan artikelen in wetenschappelijke tijdschriften als Brittonia en Kew Bulletin. Hij is (mede)auteur van veertien boeken en (mede)redacteur van elf boeken. In 1998 verscheen Rainforests of the World van Prance en fotograaf Art Wolfe.
Er is een biografie over hem geschreven, A Passion for Plants: From the Rainforests of Brazil to Kew Gardens, 1995.